# 玛丽亚·卡门·巴雷亚
玛丽亚·卡门·巴雷亚（西班牙語：María Carmen Barea，1966年10月5日—），西班牙女子曲棍球运动员。她曾代表西班牙参加1992年、1996年和2000年夏季奥林匹克运动会曲棍球比赛，其中1992年奥运会获得一枚金牌。